# Украин
Украи́н (также известен как Celandine) — противоопухолевое средство сомнительной эффективности, изготовляется из экстракта корней чистотела большого (лат. Chelidonium majus), содержит также тиофосфорную кислоту. Рекламируется также как успокаивающее, противовирусное и препятствующее образованию желчных камней, а также помогающее от болезней печени и раздражения глаз. Было разработано в 1978 году выходцем с Украины химиком В.-Я. Новицким, владельцем фирмы «Новицкий-Фарма» (нем. Nowicky Pharma).
Несмотря на отсутствие разрешения на применение в качестве лекарственного средства в ЕС, Швейцарии и других промышленно развитых странах Запада, украин иногда применяют как альтернативное средство для лечения рака различных типов.
В Австрии действующее предупреждение федерального ведомства по безопасности в области здравоохранения (BASG) о его употреблении, указывают, что в ЕС в значительных количествах он продается нелегально: «эффективность, качество и безопасность препарата „Украин“ не были установлены». 4 сентября 2012 года несколько человек, включая Новицкого, были арестованы в Австрии за распространение украина по подозрению в мошенничестве.
Федеральным институтом лекарственных средств и медицинских изделий (BfArM) украин был классифицирован как сомнительный препарат, поэтому его сбыт и использование пациентами в Германии запрещены без исключения. На Украине препарат был зарегистрирован, но указом № 788 от 14.11.2011 срок действия регистрационного удостоверения был прекращён.

## Химическое строение
Согласно патенту, украин представляет собой полусинтетический продукт полимеризации алкилирующего средства тиотепа и алкалоидов чистотела. Согласно записи в базе данных PubChem, украин — продукт полимеризации молекулы тиотепа и хелидонина, который является митотическим ядом по типу колхицина.

### Критика официального состава
Масс-спектрометрические исследования, проведённые в Тюбингенском университете, однако, не нашли в украине ни тиотепы, ни её соединений. Были обнаружены только алкалоиды чистотела. Главными его составляющими были: протопин, хелидонин, аллокриптопин, сангвинарин и хелеритрин. Таким образом опровергается утверждение о существовании особой «молекулы украина». Аналогичные предположения в 2000 высказала южноафриканская рабочая группа. На это ответа от Nowicky Pharma не было.
Неизвестно, стандартизированные ли экстракты травы чистотела используют для производства украина. Также неизвестно, оставался ли состав украина неизменным с момента его первого описания.

### Фармакодинамика
Согласно работе тюбингенской исследовательской группы, предполагается, что украин действует как митотический яд благодаря алкалоидам чистотела, в том числе хелидонина.
Украин приводит к смерти путём апоптоза культуры клеток солидных опухолей и лимфом с участием и без участия каспаз. В.-Я. Новицкий и соавторы описывают его иммуномодулирующий и антиангиогенетический механизм действия.
Согласно данным производителя, украин оказывает избирательное действие против опухолевых клеток, избегая повреждения здоровых, однако это утверждение не подтверждено независимой рабочей группой.

### Токсичность
При исследованиях на мышах и крысах украина в 1992 пероральное, внутривенное и внутрибрюшинное его введение ведёт к нарушениям зрения, тремору и судорогам, гипертермии, а также замедлению роста. ЛД50 составляет 190 мг/кг (мыши, внутрибрюшинно) и 1000 мг/кг (крысы, перорально).

### Клинический эффект
Было произведено небольшое количество клинических исследований. Авторы литературного обзора показали, что все имеющиеся результаты исследований имеют серьезные методологические недостатки. Они пришли к выводу, что в дальнейшем должны быть проведены методологически правильные исследования для оценки соотношения пользы и риска.
Проведенное в Университете Ульма исследование показало, что пациентов с раком поджелудочной железы, принимающих украин и цитостатик гемцитабин (группа C) и только украин (группа B), на протяжении 6 месяцев выжило почти вдвое больше, чем тех, кто получал только цитостатик.
Американское онкологическое общество заявило, что имеющиеся научные данные не поддерживают утверждений об эффективности украина для лечения рака у людей.

### Побочные действия
Возможные побочные эффекты включают лихорадку и гепатит, так как эта болезнь была описана после приема других препаратов чистотела.